# Dorymyrmex hunti
Dorymyrmex hunti is een mierensoort uit de onderfamilie van de Dolichoderinae. De wetenschappelijke naam van de soort is voor het eerst geldig gepubliceerd in 1975 door Snelling, R.R..